# Montenegro nos Jogos Olímpicos de Verão de 2024
Montenegro participou dos Jogos Olímpicos de Verão de 2024, realizados em Paris, na França. Foi a quinta aparição consecutiva do país nos Jogos Olímpicos de Verão desde a estreia em Pequim 2008.
Foi representado por 19 atletas que competiram em seis esportes, mas nenhum conquistou medalhas.

## Competidores
Esta foi a participação por modalidade nesta edição:
| Esporte       | Masculino | Feminino | Total |
| ------------- | --------- | -------- | ----- |
| Atletismo     | 1         | 0        | 1     |
| Boxe          | 0         | 1        | 1     |
| Natação       | 1         | 1        | 2     |
| Polo aquático | 13        | 0        | 13    |
| Tênis         | 0         | 1        | 1     |
| Vela          | 1         | 0        | 1     |
| Total         | 3         | 3        | 6     |

## Desempenho

### Atletismo
Masculino
Eventos de pista
| Atleta      | Evento | Preliminar | Preliminar | Baterias    | Baterias    | Semifinal   | Semifinal   | Final       | Final       | Ref.  |
| Atleta      | Evento | Tempo      | Pos.       | Tempo       | Pos.        | Tempo       | Pos.        | Tempo       | Pos.        | Ref.  |
| ----------- | ------ | ---------- | ---------- | ----------- | ----------- | ----------- | ----------- | ----------- | ----------- | ----- |
| Darko Pešić | 100 m  | 11.85      | 6          | Não avançou | Não avançou | Não avançou | Não avançou | Não avançou | Não avançou | [ 5 ] |

### Boxe
Feminino
| Atleta          | Evento    | Primeira fase        | Oitavas de final     | Quartas de final     | Semifinal            | Final                | Final       | Ref.  |
| Atleta          | Evento    | Adversário Resultado | Adversário Resultado | Adversário Resultado | Adversário Resultado | Adversário Resultado | Pos.        | Ref.  |
| --------------- | --------- | -------------------- | -------------------- | -------------------- | -------------------- | -------------------- | ----------- | ----- |
| Bojana Gojković | Até 54 kg | TPE Huang H-w D 0–5  | Não avançou          | Não avançou          | Não avançou          | Não avançou          | Não avançou | [ 6 ] |

### Natação
Masculino
| Atleta           | Evento          | Eliminatórias | Eliminatórias | Semifinal   | Semifinal   | Final       | Final       | Ref.  |
| Atleta           | Evento          | Tempo         | Pos.          | Tempo       | Pos.        | Tempo       | Pos.        | Ref.  |
| ---------------- | --------------- | ------------- | ------------- | ----------- | ----------- | ----------- | ----------- | ----- |
| Miloš Milenković | 100 m borboleta | 54.26         | 34            | Não avançou | Não avançou | Não avançou | Não avançou | [ 7 ] |

Feminino
| Atleta         | Evento     | Eliminatórias | Eliminatórias | Semifinal   | Semifinal   | Final       | Final       | Ref.  |
| Atleta         | Evento     | Tempo         | Pos.          | Tempo       | Pos.        | Tempo       | Pos.        | Ref.  |
| -------------- | ---------- | ------------- | ------------- | ----------- | ----------- | ----------- | ----------- | ----- |
| Jovana Kuljača | 50 m livre | 27.19         | 40            | Não avançou | Não avançou | Não avançou | Não avançou | [ 8 ] |

### Polo aquático
Masculino
A seleção nacional masculina de Montenegro se classificou para as Olimpíadas ao avançar às quartas de final do Campeonato Mundial de Esportes Aquáticos de 2024 em Doha, Catar.
Elenco
A delegação foi composta de 13 jogadores:
- Dejan Lazović
- Marko Mršić
- Miroslav Perković
- Jovan Vujović
- Aljoša Mačić
- Vlado Popadić
- Stefan Vidović
- Bogdan Đurđić
- Đuro Radović
- Vladan Spaić
- Dušan Matković
- Vasilije Radović
- Petar Tešanović

Fase de grupos
| Pos | Team           | J | V | VP | DP | D | GF | GA | GD  | Pts | Classificado     |
| --- | -------------- | - | - | -- | -- | - | -- | -- | --- | --- | ---------------- |
| 1   | Grécia         | 5 | 3 | 1  | 0  | 1 | 61 | 52 | +9  | 11  | Quartas de final |
| 2   | Itália         | 5 | 3 | 1  | 0  | 1 | 60 | 43 | +17 | 11  | Quartas de final |
| 3   | Estados Unidos | 5 | 3 | 0  | 0  | 2 | 59 | 51 | +8  | 9   | Quartas de final |
| 4   | Croácia        | 5 | 3 | 0  | 0  | 2 | 58 | 57 | +1  | 9   | Quartas de final |
| 5   | Montenegro     | 5 | 1 | 0  | 2  | 2 | 45 | 50 | −5  | 5   |                  |
| 6   | Romênia        | 5 | 0 | 0  | 0  | 5 | 37 | 67 | −30 | 0   |                  |

1. 1 2  Grécia 9–8 Itália
2. 1 2  Croácia 11–14 Estados Unidos

| 28 de julho de 2024 16:35 | Relatório | Croácia                                    | 11–8 | Montenegro | Centro Aquático, Paris Árbitros: SLO Boris Margeta ESP David Gómez |
| 28 de julho de 2024 16:35 | Relatório | Pontuação por períodos: 3–1, 2–4, 3–1, 3–2 |      |            | Centro Aquático, Paris Árbitros: SLO Boris Margeta ESP David Gómez |
| 28 de julho de 2024 16:35 | Relatório | Fatović 3                                  | Gols | Đurđić 3   | Centro Aquático, Paris Árbitros: SLO Boris Margeta ESP David Gómez |

| 30 de julho de 2024 19:30 | Relatório | Montenegro                                          | 16–17 | Grécia         | Centro Aquático, Paris Árbitros: GER Frank Ohme HUN Tamás Kovács |
| 30 de julho de 2024 19:30 | Relatório | Pontuação por períodos: 4–2, 3–3, 2–3, 3–4 PEN: 4–5 |       |                | Centro Aquático, Paris Árbitros: GER Frank Ohme HUN Tamás Kovács |
| 30 de julho de 2024 19:30 | Relatório | Popadić 4                                           | Gols  | Vlachopoulos 3 | Centro Aquático, Paris Árbitros: GER Frank Ohme HUN Tamás Kovács |

| 1 de agosto de 2024 16:35 | Relatório | Itália                                              | 11–9 | Montenegro | Centro Aquático, Paris Árbitros: SLO Boris Margeta NED Michiel Zwart |
| 1 de agosto de 2024 16:35 | Relatório | Pontuação por períodos: 2–2, 2–2, 3–3, 1–1 PEN: 3–1 |      |            | Centro Aquático, Paris Árbitros: SLO Boris Margeta NED Michiel Zwart |
| 1 de agosto de 2024 16:35 | Relatório | Di Fulvio, Echenique 2                              | Gols | Popadić 3  | Centro Aquático, Paris Árbitros: SLO Boris Margeta NED Michiel Zwart |

| 3 de agosto de 2024 16:35 | Relatório | Montenegro                                 | 7–12 | Estados Unidos | Centro Aquático, Paris Árbitros: GER Frank Ohme CHN Zhang Liang |
| 3 de agosto de 2024 16:35 | Relatório | Pontuação por períodos: 1–4, 1–3, 4–3, 1–2 |      |                | Centro Aquático, Paris Árbitros: GER Frank Ohme CHN Zhang Liang |
| 3 de agosto de 2024 16:35 | Relatório | Đurđić 3                                   | Gols | Daube 5        | Centro Aquático, Paris Árbitros: GER Frank Ohme CHN Zhang Liang |

| 5 de agosto de 2024 21:30 | Relatório | Romênia                                    | 7–10 | Montenegro | Centro Aquático, Paris Árbitros: SLO Boris Margeta EGY Yasser Mehalhel |
| 5 de agosto de 2024 21:30 | Relatório | Pontuação por períodos: 3–3, 1–2, 1–2, 2–3 |      |            | Centro Aquático, Paris Árbitros: SLO Boris Margeta EGY Yasser Mehalhel |
| 5 de agosto de 2024 21:30 | Relatório | Fulea 2                                    | Gols | Mršič 3    | Centro Aquático, Paris Árbitros: SLO Boris Margeta EGY Yasser Mehalhel |

### Tênis
Feminino
| Atleta        | Evento  | Primeira rodada          | Segunda rodada       | Oitavas de final     | Quartas de final     | Semifinal            | Final                | Final       | Ref.   |
| Atleta        | Evento  | Adversário Resultado     | Adversário Resultado | Adversário Resultado | Adversário Resultado | Adversário Resultado | Adversário Resultado | Pos.        | Ref.   |
| ------------- | ------- | ------------------------ | -------------------- | -------------------- | -------------------- | -------------------- | -------------------- | ----------- | ------ |
| Danka Kovinić | Simples | GRE M Sakkari D 0–6, 1–6 | Não avançou          | Não avançou          | Não avançou          | Não avançou          | Não avançou          | Não avançou | [ 11 ] |

### Vela
Eventos com regata da medalha
| Atleta        | Evento | Regatas | Regatas | Regatas | Regatas | Regatas | Regatas | Regatas | Regatas | Regatas | Regatas | Regatas | Regatas | Regatas | Regatas | Regatas | Regatas | Pontos | Pos. | Ref.   |
| Atleta        | Evento | 1       | 2       | 3       | 4       | 5       | 6       | 7       | 8       | 9       | 10      | 11      | 12      | 13      | 14      | 15      | M*      | Pontos | Pos. | Ref.   |
| ------------- | ------ | ------- | ------- | ------- | ------- | ------- | ------- | ------- | ------- | ------- | ------- | ------- | ------- | ------- | ------- | ------- | ------- | ------ | ---- | ------ |
| Milivoj Dukić | Laser  | 3       | 23      | 13      | 33      | 7       | 32      | 2       | 26      | —       | —       | —       | —       | —       | —       | —       | EL      | 106    | 14   | [ 12 ] |

M = Regata da medalha; EL = Eliminado(a) – não avançou para a regata da medalha